# Aspiromitus appalachianus
Aspiromitus appalachianus là một loài rêu trong họ Anthocerotaceae. Loài này được R.M. Schust. mô tả khoa học đầu tiên năm 1987.